# Gustav Hinrichs
Gustav Ludwig Wilhelm Hinrichs (10 décembre 1850 - 26 mars 1942) est un chef d'orchestre et compositeur américain d'origine allemande. Il a immigré à 19 ans aux États-Unis, où il s'est fait connaître notamment comme chef d'orchestre d'opéra à San Francisco, New York et Philadelphie. Ses compositions comprennent quatre opéras, de nombreuses chansons et œuvres instrumentales, ainsi que des partitions musicales pour des films muets, dont la version 1925 du  Fantôme de l'Opéra.

## Carrière

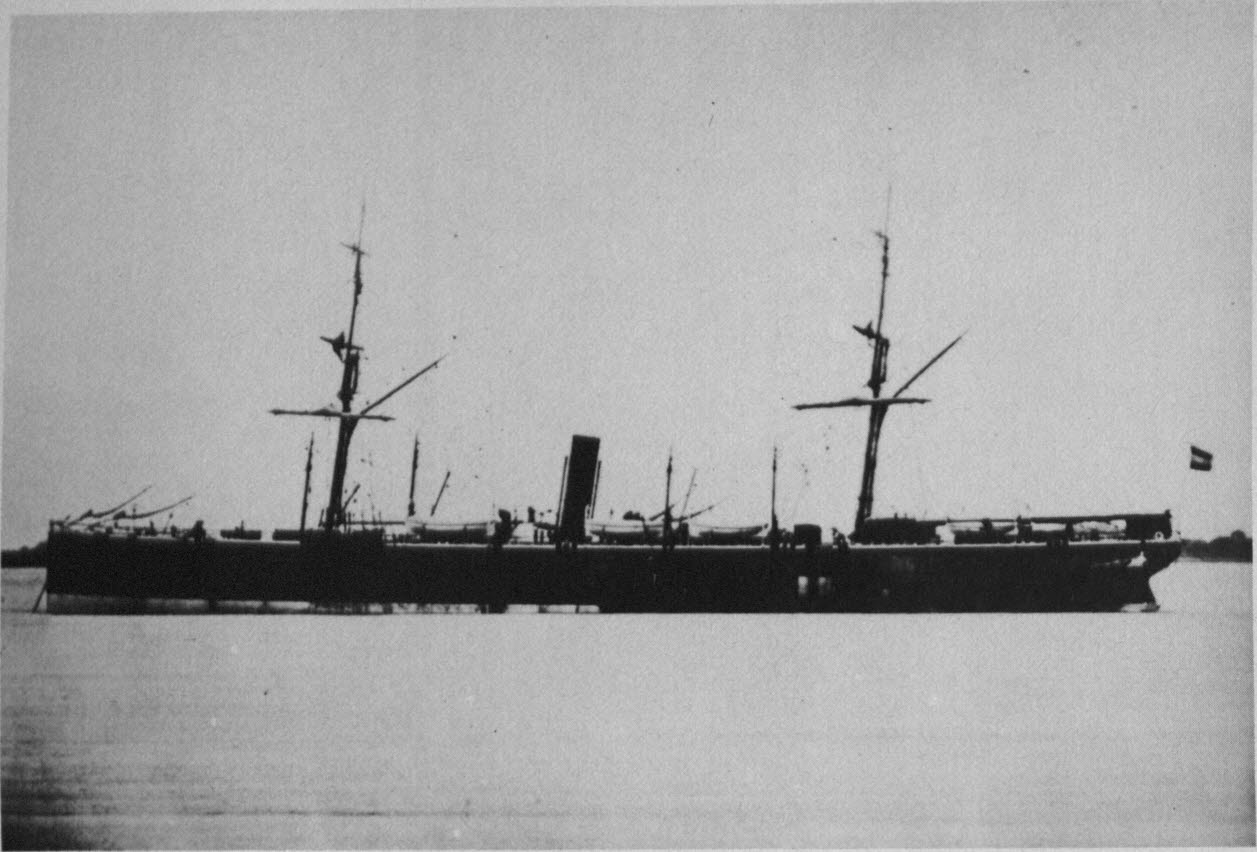
Le Silesia (en service de 1869 à 1887) sur lequel Hinrichs est arrivé aux États-Unis.

Gustav Hinrichs est né en Allemagne à Grabow près de Ludwigslust, d'August Hinrichs et de Sophie née Havekoss. Il a étudié la clarinette, le violon et le piano avec son père, ainsi que la composition avec Angelo Reisland et Eduard Marxsen à Hambourg. Encore adolescent, il commença à jouer avec l'orchestre de l'Opéra d'État de Hambourg.
À 19 ans, Hinrichs a émigré aux États-Unis pour éviter le service militaire. Il est parti de Hambourg via Le Havre sur le SS Silesia (en) et est arrivé à New York le 4 avril 1870. Il voyagea ensuite en train jusqu'à San Francisco, où vivaient des amis de ses parents, et où il arriva le 6 mai 1870.
À San Francisco, Hinrichs trouva rapidement du travail comme musicien. Il a donné des cours de piano, joué de l'orgue à l'église Saint-Marc, dirigé plusieurs chœurs et commencé sa longue association avec l'opéra en tant que chef d'orchestre de la Fabbri Italian and German Opera Company (en), de l'Emily Melville Opera Company et de l'Opéra de Tivoli. Parmi les opérettes interprétées (en anglais) par la compagnie Melville sous la direction de Hinrichs au cours de ces années figurent ceux de Franz von Suppé, dont Boccaccio et Fatinitza, envoyés par le librettiste de Suppé, Richard Genée, à sa sœur Ottilie Genée, qui vivait à San Francisco et qui a assuré leur traduction et leur production. En octobre 1880, Hinrichs dirigea la grande fanfare militaire lors du carnaval des auteurs donné pour les associations caritatives de San Francisco, un événement auquel assistèrent notamment le président Rutherford B. Hayes et le général Sherman. En 1881, il a fondé la San Francisco Philharmonic Society, précurseur de l'Orchestre symphonique  de San Francisco. Les premiers concerts de l'orchestre nouvellement créé ont reçu des critiques mitigées, tant sur les programmes que sur le jeu.

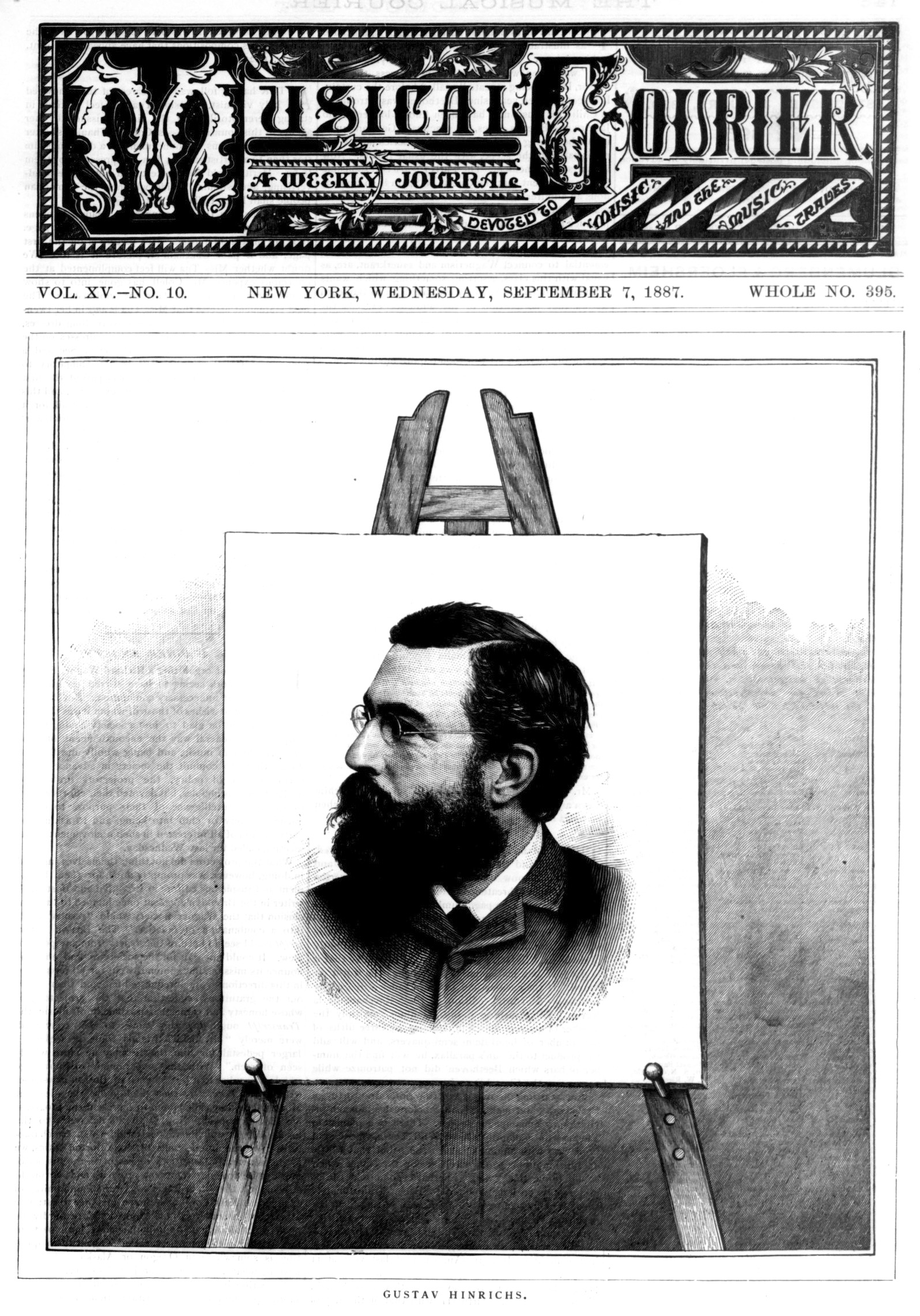
Hinrichs en couverture du Musical Courier en 1887.

En 1885, Hinrichs s'est installé à New York pour devenir chef assistant de l'éphémère American Opera Company sous la direction de Theodore Thomas. La compagnie, financée par la mécène new-yorkaise Jeannette Meyer Thurber, a été créée pour populariser l'opéra en Amérique en interprétant des œuvres allemandes et italiennes traduites en anglais et à des prix abordables. Elle avait un programme de représentations ambitieux, avec 14 opéras différents au cours de sa première saison, et des tournées dans des villes du Midwest et même jusqu'en Californie. Même si ce fut un succès critique, les difficultés financières conduisirent à une réorganisation et à un changement de nom (en National Opera Company) en 1886, et l'expérience se solda par des procès et des récriminations l'année suivante.
En 1888, Hinrichs s'est installé à Philadelphie à l'invitation du brasseur John Betz (en), qui venait de construire un nouveau théâtre musical dans cette ville, le Grand Opera House, et cherchait une compagnie d'opéra pour s'y produire. Pour répondre à ce besoin, Hinrichs fonda sa propre compagnie d'opéra, connue à différents moments de son histoire sous les noms de National Opera Company, American Opera Company et Gustav Hinrichs Opera Company. La compagnie inaugura le Grand Opera House le 9 avril 1888 avec une représentation de Tannhäuser de Wagner et survécut pendant neuf saisons, se produisant au Grand Opera House et à l'Académie de musique de Philadelphie, ainsi qu'à Boston et à New York. Parmi ses productions notables figurent les premières représentations américaines du Cavalleria rusticana (9 septembre 1891) et de L'amico Fritz (8 juin 1892) de Pietro Mascagni, des Pêcheurs de perles de Bizet (23 août 1893), du Pagliacci de Ruggero Leoncavallo (15 juin 1893) et de Manon Lescaut de Puccini (29 août 1894). Pendant cette période, il dirigea également des concerts symphoniques occasionnels à l'Académie de musique.
Entre 1895 et 1906, Hinrichs enseigna à l'Université Columbia et au Conservatoire national (en) de New York. En 1896, il retourna à San Francisco pour une autre saison en tant que directeur de la Tivoli Opera Company et dirigea également l'orchestre de la San Francisco Symphony Society (futur Orchestre symphonique de San Francisco). Il dirigea au Metropolitan Opera de New York pendant la saison 1899-1900, notamment des représentations du Faust de Gounod (19 octobre 1899) à New York et du Barbier de Séville de Rossini (14 octobre 1899) en tournée à Syracuse (New York). Il est revenu à la Tivoly Opera Company pour la saison 1903-1904.
Du 11 octobre au 16 octobre 1909, il dirigea La Loie Fuller and the Muses au National Theatre de Washington.

## Compositions

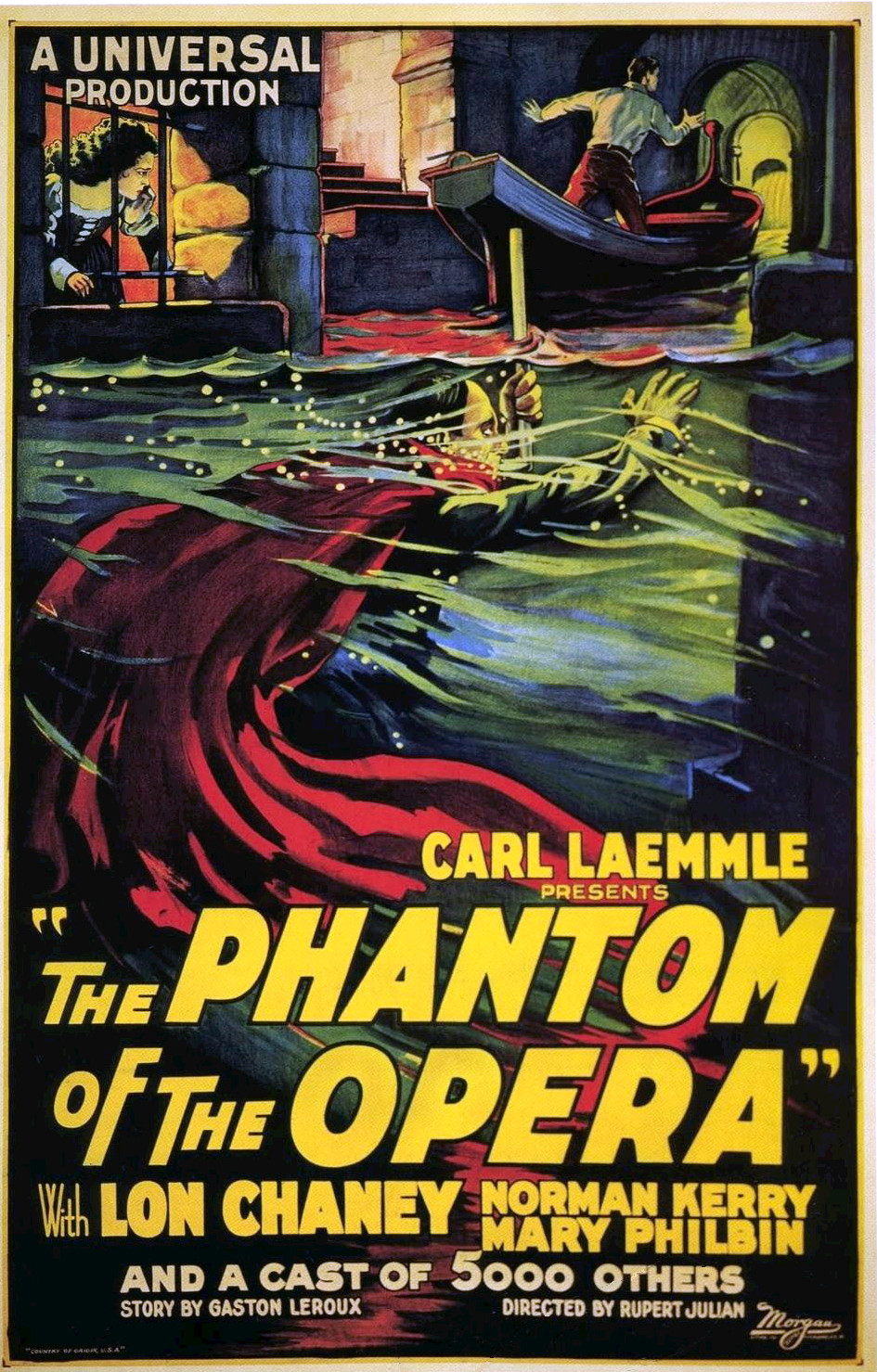
Affiche du Fantôme de l'opéra.

Deux des opéras de Hinrichs ont été produits de son vivant. Le premier, Der Vierjährige Posten, basé sur un poème de Theodor Körner, fut joué en avril 1877 à San Francisco. Le second, Onti-Ora, a eu six représentations à Philadelphie en juillet et août 1890. Le livret était de Mary BM Toland, basé sur son propre long poème narratif situé dans les Adirondacks et publié en 1881. Cet opéra a reçu des critiques mitigées : l'intrigue mélodramatique conventionnelle a été très critiquée, mais la plupart des critiques ont admiré la contribution musicale de Hinrichs, et la production dans son ensemble a été saluée comme une œuvre vraiment américaine. Deux de ses opéras plus anciens, Malvina (d'après Ossian) et Die Frauenverschwörung (d'après Max Ring), n'ont apparemment jamais été joués.
En plus de ses opéras, Hinrichs a composé de nombreuses chansons et pièces chorales, ainsi qu'un certain nombre d'œuvres instrumentales et orchestrales. Certaines de ses compositions ont été publiées en Allemagne ou aux États-Unis, et les manuscrits de beaucoup d'autres sont conservés dans la collection Gustav Hinrichs du Museum of Performance & Design (en) de San Francisco,. Il fut également un arrangeur prolifique d'œuvres d'autres compositeurs, arrangements dont beaucoup furent publiés par G. Schirmer.
Dans les années 1920, Hinrichs a écrit et arrangé des accompagnements orchestraux pour des films muets produits par Universal Studios, notamment une musique pour la version 1925 du Fantôme de l'Opéra, avec Lon Chaney. La partition n'était pas prête pour la première mais a été achevée à temps pour sa sortie générale[source insuffisante].

## Vie privée et famille
Hinrichs était naturalisé citoyen américain, luthérien de longue date et démocrate. Il s'est marié deux fois. Sa première épouse Henrietta von Pfersdorf était la fille d'un marchand de San Francisco, Theodor von Pfersdorf. Ils se marièrent en 1873 et eurent quatre enfants : Henrietta, August, Bertha et Hugo. En 1897, après la mort d'Henrietta, il épousa la contralto Katherine Fleming, qui s'était produite à plusieurs reprises avec sa compagnie à Philadelphie. Ils ont eu deux filles, Irène et Julia.
Dans les années 1920, Hinrichs se retira à Mountain Lakes, au New Jersey, où il continua à enseigner et où il mourut le 26 mars 1942.
Les frères de Gustav, Julius et August Hinrichs, étaient respectivement violoncelliste et violoniste, tous deux dans la région de la baie de San Francisco. Julius est mort en 1888 à 32 ans, mais August a eu une longue carrière en tant que chef de l'orchestre du Baldwin Theatre à San Francisco et de l'orchestre Ye Liberty Playhouse à Oakland, entre autres.

#### Œuvres utilisées pour la rédaction de l'article
- (en) « Art and Artists: The Philharmonic Concerts », The Californian, vol. 5, no 4,‎ avril 1882, p. 381–382 (lire en ligne)
- (en) Margaret Blake-Alverson, Sixty Years of California Song, San Francisco, 1913 (lire en ligne)
- (en) Bruce Carr, « Hinrichs, Gustav (opera) » , 1992
- (en) Rube Cohen, « San Francisco Letter », The Billboard, vol. 20, no 35,‎ 29 août 1908, p. 10 (lire en ligne)
- (en) Gustav Hinrichs, National Hymns, Songs, and Patriotic Airs of All Countries, New York, G.Schirmer, 1914 (lire en ligne)
- (en) The National Cyclopaedia of American Biography, vol. 38, New York, James T. White and Co., 1953, 574–575 p. (lire en ligne), « Hinrichs, Gustav »
- (en) « Personals: Julius Hinrichs », The Musical Courier, vol. 17, no 450,‎ 26 septembre 1888, p. 220 (lire en ligne)
- (en) Henry E. Krehbiel, Chapters of Opera, New York, Henry Holt, 1908 (lire en ligne).
- (en) June C. Ottenberg, « Gustav Hinrichs and Opera in Philadelphia, 1888—1896 », Opera Quarterly, vol. 15, no 2,‎ printemps 1999, p. 196–223 (DOI 10.1093/oq/15.2.196, lire en ligne )
- (en) June C. Ottenberg, « Hinrichs, Gustav » , 2001
- (en) Grove's Dictionary of Music and Musicians, vol. 6: American Supplement, New York, Macmillan, 1920 (lire en ligne)
- (en) Emanuel Rubin, Cultivating Music in America: Women Patrons and Activists, Berkeley, University of California Press, 1997, 134–163 p. (ISBN 0520083954, lire en ligne), « Jeannette Meyer Thurber (1850–1946): Music for a Democracy »
- (en) « Hinrichs, Gustav », dans Baker's Biographical Dictionary of Musicians, vol. 3, New York, Schirmer Books, 2001, 8e éd. (lire en ligne), p. 1572
- (en) M. B. M. Toland, Onti Ora: A Metrical Romance, Philadelphia, Lippincott, 1881 (lire en ligne)

- (en) Cet article est partiellement ou en totalité issu de l’article de Wikipédia en anglais intitulé « Gustav Hinrichs » (voir la liste des auteurs).

#### Lectures complémentaires
- June C. Ottenberg, Gustav Hinrichs (1850–1942): American Conductor and Composer, Warren, MI, Harmonie Park Press, 2003 (ISBN 0899901174)